# آرکادی تر-تادئوسیان
آرکادی تر-تادئوسیان (ارمنی: Արկադի Տեր-Թադևոսյան؛ زادهٔ ۲۲ مهٔ ۱۹۳۹ – درگذشته ۳۱ مارس ۲۰۲۱) یک فرد نظامی اهل ارمنستان-شوروی بود. وی برندهٔ جوایزی همچون درجه پرچم سرخ و قهرمان آرتساخ شد.

## زندگی‌نامه
تر-تادئوسیان در تفلیس در جمهوری شوروی سوسیالیستی گرجستان به دنیا آمد. پس از فارغ‌التحصیلی از دبیرستان در تفلیس وی تصمیم افسر نظامی شود. وی در دانشکده فرماندهی اسلحه‌های ترکیبی و سپس در دانشکده نظامی پشتیبانی و ترابری لنینگراد شرکت نمود. وی در افغانستان خدمت نموده‌است جایی که به وی نام مستعار روباه کوهستان را دادند. وی خدمات نظامی خویش را در آلمان شرقی، چکسلواکی و بلاروس ادامه داد. با فروپاشی اتحاد شوروی و با آغاز درگیری در قره‌باغ تر-تادئوسیان در سال ۱۹۹۰ در سازماندهی مشارکت نمود. با فروپاشی اتحاد جماهیر شوروی و نزاع ناپذیر در قره‌باغ کوهستانی در سازماندهی در سال ۱۹۹۰ دفاع از روستاهای ارمنستان همرز با آذربایجان شوروی شرکت نمود. تر-تادئوسیان در سال ۱۹۹۱ به ریاست کمیته آموزشی نیروهای دفاعی منصوب شد. در سال ۱۹۹۲ به عنوان فرمانده عملیات محاصره شهر استراتژیک شوشی برگزیده شد که گرفتن آن اولین پیروزی نظامی برجسته توسط قوای ارمنستان در جریان جنگ قره باغ به‌شمار می‌رود.

## درگذشت
وی در ۳۱ مارس ۲۰۲۱ در سن ۸۱ سالگی در مرکز پزشکی اربونی درگذشت.

## نشان‌ها
- نشان پرچم سرخ
- نشان برجسته افتخار
- Medal "Veteran of the Armed Forces of the USSR"
- Jubilee Medal "Twenty Years of Victory in the Great Patriotic War 1941–1945"
- Jubilee Medal "50 Years of the Armed Forces of the USSR"
- Jubilee Medal "60 Years of the Armed Forces of the USSR"
- Jubilee Medal "70 Years of the Armed Forces of the USSR"
- Jubilee Medal "50 Years of Victory in the Great Patriotic War 1941–1945"
- Medal "For Impeccable Service", 1st class
- Medal "For Impeccable Service", 2nd class
- Medal "For Impeccable Service", 3rd class
- نشان صلیب رزمی (ارمنستان) (درجه یک)
- قهرمان آرتساخ (۲۰۰۹)